# Głubczyce (stad)
Głubczyce (Duits: Leobschütz) is een stad in het Poolse woiwodschap Opole, gelegen in de powiat Głubczycki. De oppervlakte bedraagt 12,52 km², het inwonertal 13.333 (2007).

## Geboren
- Stefanie Zweig (1932-2014), schrijver, journalist

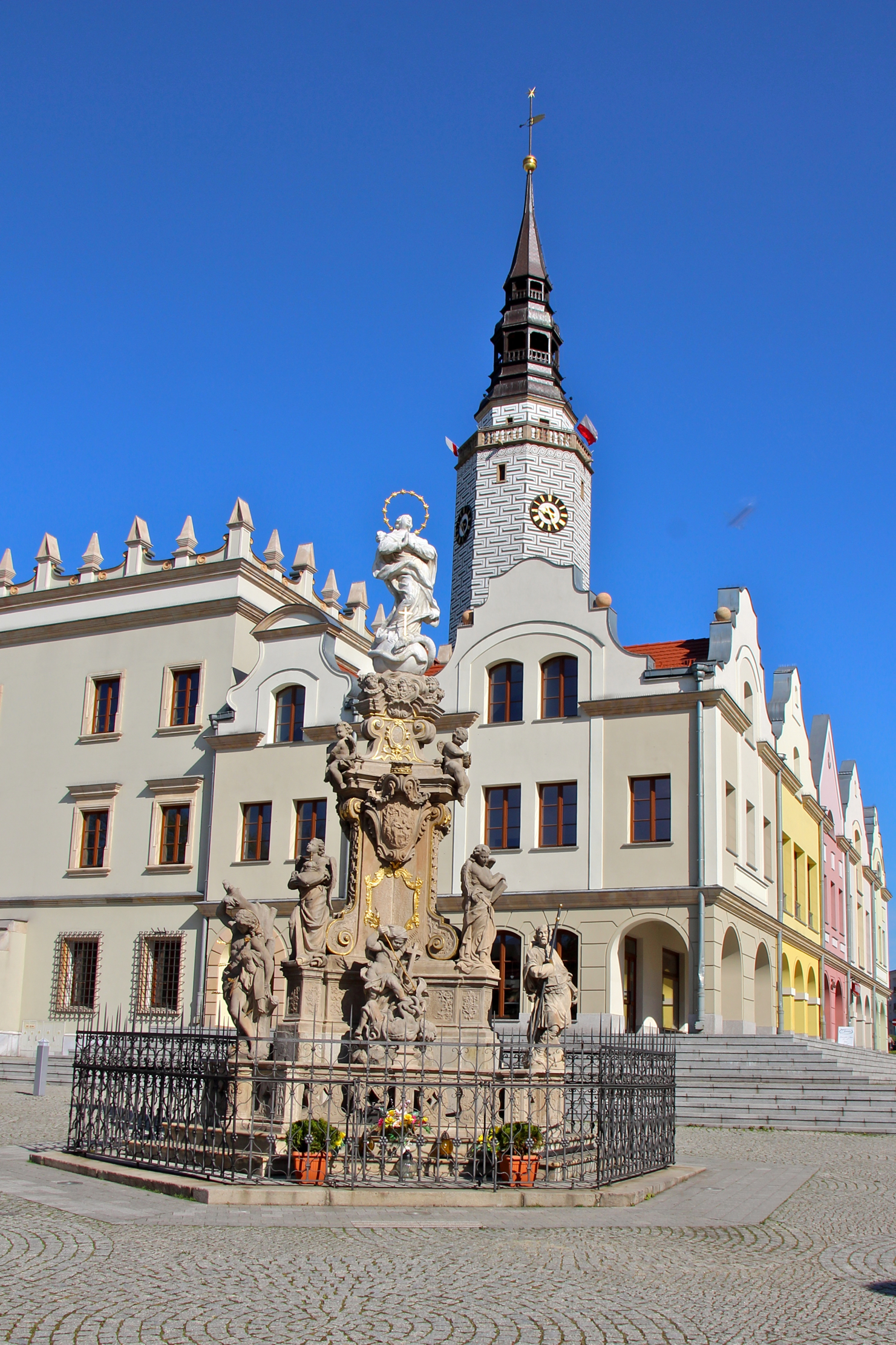